# Catherine Keener
Catherine Ann Keener, född 23 mars 1959 i Miami, Florida, är en amerikansk skådespelare. 
Keener är tvåfaldigt Oscarsnominerad inom kategorin Bästa kvinnliga biroll, för sin roll i I huvudet på John Malkovich (1999) och i Capote (2005) där hon spelade Harper Lee. Hon är även känd för rollen som hippien Jan Burres i Into the Wild (2007), som kapten Phillips fru i Captain Phillips (2013) och som Missy Armitage i Get Out (2017).

## Filmografi (i urval)
- 1986 – Härom natten
- 1986 – Lagens änglar (TV-serie) (1 avsnitt)
- 1988 – Hårt mot hårt (Survival Quest)
- 1990 – Backtrack - I skottlinjen
- 1991 – Switch
- 1991 – Johnny Suede
- 1992 – Seinfeld (TV-serie) (avsnittet "The Letter")
- 1992 – Pistolen i Betty Lous handväska
- 1993 – Älska igen!
- 1995 – Living in Oblivion - Tystnad, tagning!
- 1996 – Tidsfällan
- 1996 – Walking and Talking
- 1996 – Boys
- 1996 – Box of Moon Light
- 1997 – The Real Blonde
- 1998 – Out of Sight
- 1998 – Your Friends & Neighbors
- 1999 – Super 8
- 1999 – I huvudet på John Malkovich
- 1999 – Simpatico - Högt spel
- 2001 – Lovely & Amazing
- 2002 – Death to Smoochy
- 2002 – Full Frontal
- 2002 – Adaptation.
- 2002 – S1m0ne
- 2005 – The Ballad of Jack and Rose
- 2005 – Tolken
- 2005 – The 40 Year-Old Virgin
- 2005 – Capote
- 2006 – Rika vänner
- 2007 – American Crime
- 2007 – Into the Wild
- 2008 – What Just Happened
- 2008 – Hamlet 2
- 2008 – Synecdoche, New York
- 2008 – Genova
- 2009 – Solisten
- 2009 – Till vildingarnas land
- 2010 – Please Give
- 2010 – Cyrus
- 2010 – Percy Jackson och kampen om åskviggen
- 2010 – Trust
- 2011 – Livet på Orange Drive
- 2011 – Peace, Love, & Misunderstanding
- 2013 – Croodarna (röst som Ugga Crood)
- 2013 – Captain Phillips
- 2013 – Jackass: Bad Grandpa
- 2013 – Sånger från Manhattan
- 2015 – Accidental Love
- 2017 – Get Out
- 2018 – Superhjältarna 2 (röst som Evelyn Deavor)
- 2018 – Sicario 2: Soldado
- 2020 – Croodarna 2: En ny tid (röst)
- 2022 – The Adam Project